# 大泉書店
株式会社大泉書店（おおいずみしょてん）は、日本の出版社。本社は東京都港区に所在。
1946年9月、新潮社の関連企業として創業。新潮社が文芸書中心のラインナップであるのに対して主に実用書・児童書を出版している。
なお、1990年代よりブランドとして背表紙などに「オーイズミ」表記を使用しているが、同名のパチスロメーカー・オーイズミとは資本・人事その他を含めて一切、無関係である。